# Papua New Guinea Defence Force
Die Verteidigungsstreitkraft Papua-Neuguineas (engl. Papua New Guinea Defence Force, abgekürzt PNGDF) ist das Militär des Unabhängigen Staates Papua-Neuguinea.

## Geschichte und Aufgaben

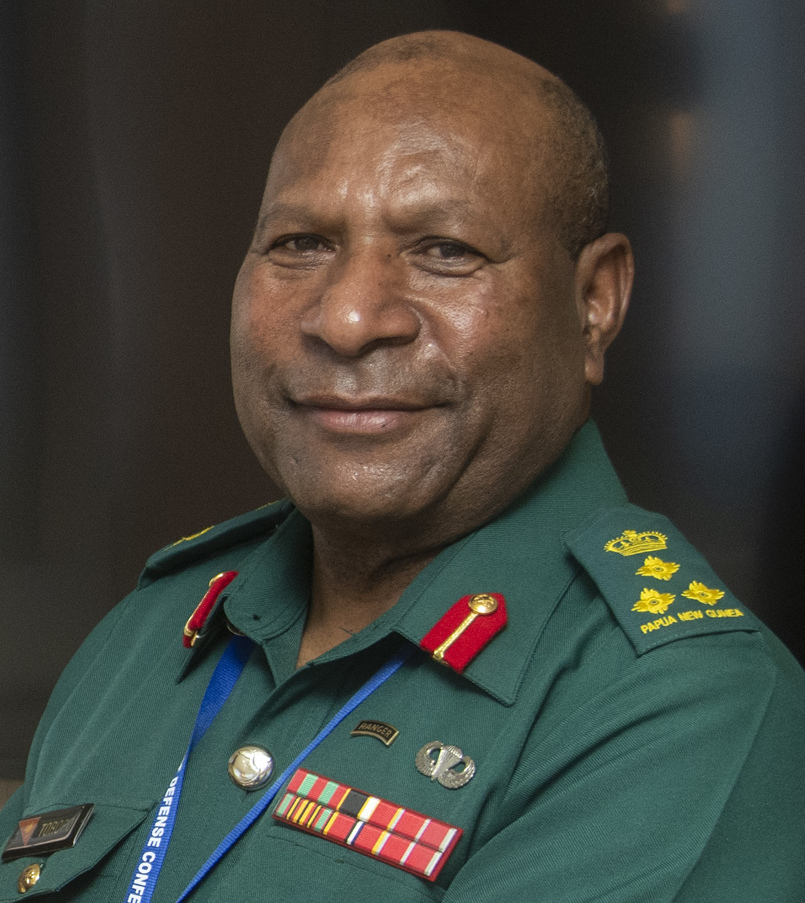
Der militärische Oberbefehlshaber Brigadegeneral Gilbert Torpo

Nach der Unabhängigkeit Papua-Neuguineas von Australien im Jahr 1973 wurde mit der Papua New Guinea Defence Force die Armee des Landes gegründet. Sie geht auf das Royal Pacific Islands Regiment der Australier zurück und vereinigt heute Heer, Marine und Luftwaffe. Auch heute noch werden die Streitkräfte von der australischen Armee ausgestattet und trainiert. Die Armee des Landes war u. a. an der Niederschlagung von Aufständen und an Einsätzen in Vanuatu oder auf den Salomonen beteiligt.
Die Papua New Guinea Defence Force leidet heute insbesondere unter prekären Finanzierungsbedingungen, die mangelnde Ausrüstung und Ausbildung zur Folge haben. Frauen ist es nur gestattet, Aufgaben außerhalb der Kampfeinheiten auszuüben. Das Hauptquartier befindet sich in den Murray Barracks in der Hauptstadt Port Moresby.

## Aufbau

### Landstreitkräfte
Das Heer wird als PNGDF Land Element bezeichnet und hatte 2020 etwa 2500 Mitglieder. Es gliedert sich in:
- Command HQ (Hauptquartier)
- Royal Pacific Islands Regiment (zwei leichte Infanteriebataillone)
- Long Range Reconnaissance Unit (Aufklärungsabteilung)
- Engineer Battalion (Pionierbataillon)
- Signals Squadron (Fernmeldeabteilung)
- EOD Unit (Kampfmittelbeseitigung)
- Preventative Health Platoon (Sanitätszug)
- Defence Academy (Heeresakademie in Lae)

Die PNGDF verfügt lediglich über leichte Waffen. Primärwaffe ist das M16. Ebenfalls im Einsatz ist das HK33 und HK G3 aus deutscher Produktion.

### Seestreitkräfte

Flagge der Seestreitkräfte

Das Maritime Element hat etwa 200 Mitglieder und verfügt über Landungs- und Patrouillenboote aus Australien. Mit den Schiffen werden größtenteils Patrouillen in der Küstenregion unternommen.

#### Ausrüstung
| Schiffsklasse | Herkunft   | Foto | Schiffe                                                        | Anmerkungen                                                             |
| ------------- | ---------- | ---- | -------------------------------------------------------------- | ----------------------------------------------------------------------- |
| Pacific       | Australien |      | HMPNGS Dreger (P02) HMPNGS Seeadler (P03) HMPNGS Moresby (P04) | Patrouillenboote, werden durch die Guardian-Klasse ersetzt              |
| Guardian      | Australien |      | HMPNGS Ted Diro (P401) HMPNGS Rochus Lokinap (P402)            | Patrouillenboote, zwei weitere Einheiten in Bau bzw. Ausrüstung         |
| Balikpapan    | Australien |      | HMPNGS Buna HMPNGS Salamaua HMPNGS Lakekamu                    | zwei Einheiten Nutzung als Landungsboote und eine weitere als Schulboot |

### Luftstreitkräfte

Kokarde der Streitkräfte

Die Luftstreitkräfte, das Air Element, verfügen derzeit (2017) nur über Transportflugzeuge und Helikopter. Es sind zwei CASA CN-235, eine CASA C-212 und zwei Bell 212. Zudem hat Papua-Neuguinea 2016 bekanntgegeben, sechs neue Transportmaschinen aus Neuseeland zu kaufen.